# Kabinett Rehlinger
Das Kabinett Rehlinger ist die Landesregierung des Saarlandes. Es folgte dem Kabinett Hans. Bei der Landtagswahl am 27. März 2022 erhielt die SPD mit 29 der 51 Sitze eine absolute Mehrheit. Anke Rehlinger wurde am 25. April 2022 mit 32 von 51 Stimmen zur Ministerpräsidentin gewählt. Die übrigen Minister der SPD-Alleinregierung wurden am 26. April 2022 vom Landtag bestätigt und vereidigt. Die Staatssekretäre mit Kabinettsrang wurden am 18. Mai 2022 vom Landtag bestätigt und vereidigt.

## Kabinett
| Amt/Ressort                                                                | Foto                                                                        | Name                        | Partei | Partei                                                              | Staatssekretär(e)                                                                       | Partei | Partei |
| -------------------------------------------------------------------------- | --------------------------------------------------------------------------- | --------------------------- | ------ | ------------------------------------------------------------------- | --------------------------------------------------------------------------------------- | ------ | ------ |
| Ministerpräsidentin Staatskanzlei                                          |                                                                             | Anke Rehlinger              |        | SPD                                                                 | David Lindemann 1 Chef der Staatskanzlei und Bevollmächtigter für Europaangelegenheiten |        | SPD    |
| Ministerpräsidentin Staatskanzlei                                          | Thorsten Bischoff 1 Medienpolitik Bevollmächtigter des Saarlandes beim Bund | Anke Rehlinger              |        | SPD                                                                 |                                                                                         |        | SPD    |
| Stellvertreter der Ministerpräsidentin                                     |                                                                             | Jürgen Barke                | SPD    |                                                                     |                                                                                         |        |        |
| Minister für Wirtschaft, Innovation, Digitales und Energie                 | Elena Yorgova-Ramanauskas 2                                                 | Jürgen Barke                | SPD    |                                                                     | parteilos                                                                               |        |        |
| Minister der Finanzen und für Wissenschaft                                 |                                                                             | Jakob von Weizsäcker        | SPD    | Wolfgang Förster 2                                                  |                                                                                         | SPD    |        |
| Minister für Inneres, Bauen und Sport                                      |                                                                             | Reinhold Jost               | SPD    | Torsten Lang 2                                                      | SPD                                                                                     |        |        |
| Minister für Arbeit, Soziales, Frauen und Gesundheit                       |                                                                             | Magnus Jung                 | SPD    | Bettina Altesleben 2                                                | SPD                                                                                     |        |        |
| Ministerin für Bildung und Kultur                                          |                                                                             | Christine Streichert-Clivot | SPD    | Jan Benedyczuk 2 bis 20. Juni 2023 Jessica Heide 2 ab 20. Juni 2023 | SPD                                                                                     |        |        |
| Ministerin für Umwelt, Klimaschutz, Mobilität, Agrar und Verbraucherschutz |                                                                             | Petra Berg                  | SPD    | Sebastian Thul 2                                                    | SPD                                                                                     |        |        |
| Ministerin der Justiz                                                      | Jens Diener 2                                                               | Petra Berg                  | SPD    | SPD                                                                 |                                                                                         |        |        |

## Abstimmung im Landtag Saarland
| Wahlgang    | Kandidatin      | Kandidatin           | Stimmen    | Stimmenzahl | Anteil |
| ----------- | --------------- | -------------------- | ---------- | ----------- | ------ |
| 1. Wahlgang |                 | Anke Rehlinger (SPD) | Ja-Stimmen | 32          | 62,7 % |
| 1. Wahlgang | Nein-Stimmen    | Anke Rehlinger (SPD) | 19         | 37,3 %      |        |
| 1. Wahlgang | Enthaltungen    | Anke Rehlinger (SPD) | 0          | 0,0 %       |        |
| 1. Wahlgang | Ungültig        | Anke Rehlinger (SPD) | 0          | 0,0 %       |        |
| 1. Wahlgang | nicht abgegeben | Anke Rehlinger (SPD) | 0          | 0,0 %       |        |